# Elena Satine
Elena Marié Satine (em georgiano:  ელენა მარიე სატინი; Tbilisi, 24 de novembro de 1987) é uma atriz e cantora georgiana, naturalizada norte-americana. Atualmente, reside nos Estados Unidos. Interpretou a personagem Louise Ellis, promovida a regular na quarta temporada de Revenge e atualmente interpreta Belos Sonhos na série The Gifted.

## Biografia
Elena nasceu em Tbilisi, capital da Geórgia (ex-URSS) e cresceu na Costa do Mar Negro da Riviera Russa. Ela é descendente da Casa de Orbeliani, família nobre da Geórgia e filha duma pianista de formação clássica e dum empresário têxtil. Elena Satine começou sua carreira profissional aos seis anos, quando apareceu em um programa popular infantil. Aos 9 anos, já era vencedora de inúmeros prêmios internacionais, tendo tornado-se a mais jovem artista a estrear no International Film Festival de Kinotavr. Em 1998, em uma viagem à Nova Iorque, a jovem atriz participou de um concurso público para a Professional Performing Arts School, tendo sido aprovada na instituição. Depois de se graduar aos 16 anos, Elena continuou seus estudos de Dramaturgia e recebeu um "Diploma de Especialista em Atuação de Arte", na Escola de Teatro de Arte de Moscou, na Rússia, fundado por Constantin Stanislavski, bem como participou de diversas oficinas internacionais, entre as quais na Royal Academy de Artes Dramáticas em Londres, no Reino Unido.

## Carreira
Seu primeiro papel foi no filme independente "Ripple Effect" ao lado de Forest Whitaker, Minnie Driver e Virginia Madsen. A partir daí, Elena fez participações em várias séries e programas de TV, como Gemini Division, Cold Case e CW Melrose Place. Estudou francês e húngaro para interpretar a Condessa Andrenyi, no filme " Assassinato no Orient Express". Ela também foi cogitada para o papel de "Viúva Negra" em  Homem de Ferro 2, porém, o papel acabou indo para Scarlett Johansson.
Ela foi pessoalmente convidada pelo diretor Julie Taymor e o vocalista da banda U2, Bono, para participar de um seminário sobre o rock musical da Broadway, no qual ela desempenhou o papel de "Mary-Jane Watson". O próximo trabalho de Elena Satine foi como a super-heroína e esposa de Aquaman, Mera, em um episódio de Smallville (10 ª temporada, Episódio 9).

## Filmografia
| Ano  | Título                             | Papel       | Notas          |
| ---- | ---------------------------------- | ----------- | -------------- |
| 2007 | Ripple Effect                      | Sophia      | Efeito Cascata |
| 2007 | Holier Than Thou                   | Ainka       | Curta-metragem |
| 2008 | Bar Starz                          | Starlet     |                |
| 2009 | Don't Look Up                      | Anca        |                |
| 2009 | The Harsh Life of Veronica Lambert | Penelope    |                |
| 2009 | Adventures in Online Dating        | Christine   | Curta-metragem |
| 2011 | Just Go with It                    | Christine   |                |
| 2014 | Zipper                             | Ellie Green |                |
| 2014 | Beautiful Now                      | Jaki        |                |
| 2014 | Outlaw                             | Elena       |                |

| Ano       | Titúlo                   | Papel                | Notas                             |
| --------- | ------------------------ | -------------------- | --------------------------------- |
| 2008      | Gemini Division          | Nadia                | Episódio: "Training Day"          |
| 2008      | Cold Case                | Nadia Koslov em 1989 | Episódio: "Triple Threat"         |
| 2009      | Melrose Place (2009)     | Abby Douglas         | Episodio: "Vine"                  |
| 2010      | Agatha Christie's Poirot | Condessa Andrenyi    | Episodios: "Murder on the Orient" |
| 2010      | Smallville (série)       | Mera                 | Episodio: "Patriot"               |
| 2011      | NCIS                     | Adriana Gorgova      | Episódio: "Defiance"              |
| 2012-2013 | Magic City               | Judi Silver          | Elenco principal; 14 episódios    |
| 2014      | Agents of S.H.I.E.L.D.   | Lorelei              | 2 episódios                       |
| 2014-2015 | Revenge                  | Louise Ellis         | 4ª temporada; Regular             |
| 2016      | Timeless                 | Judith Campbell      | Episódio: "Atomic City"           |
| 2017      | The Gifted               | Dreamer              | 1ª temporada                      |